# Ariana Harwicz

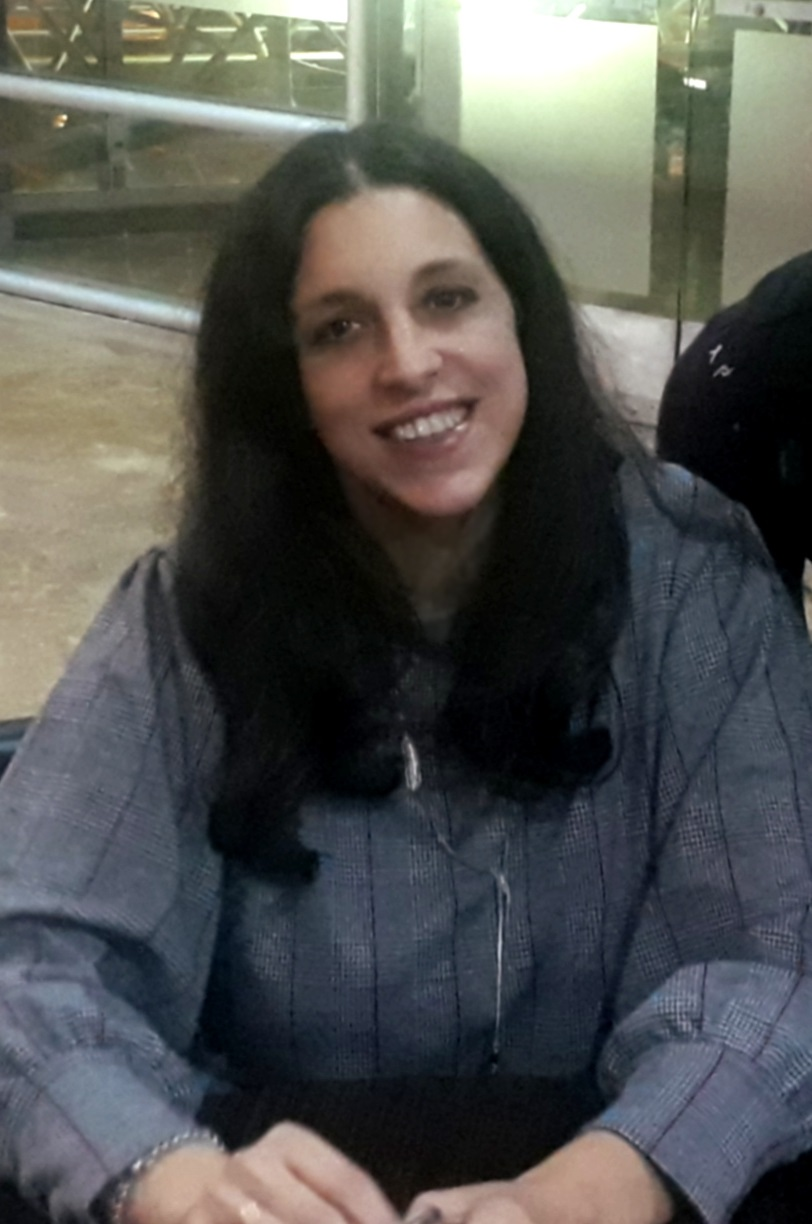
Ariana Harwicz (2018)

Ariana Harwicz (geboren 1977 in Buenos Aires) ist eine argentinische Schriftstellerin.

## Leben
Ariana Harwicz studierte Drehbuch und Schauspiel in Argentinien und anschließend an der Université Paris Diderot. Sie machte einen Master-Abschluss in Literatur an der Sorbonne. In Argentinien unterrichtete sie Drehbuchschreiben. In Buenos Aires wurden zwei Stücke von ihr auf die Bühne gebracht, ihre Dokumentation El día del Ceviche wurde auf mehreren Festivals in Südamerika gezeigt.
Im Jahr 2012 erschien ihr erster Roman Matate, amor, der von der Tageszeitung La Nación zum besten argentinischen Roman des Jahres erklärt wurde. Die englische Übersetzung Die, My Love von Sarah Moses und Carolina Orloff wurde 2018 für den Man Booker International Prize nominiert. Die deutsche Übersetzung erschien 2019.

## Werke (Auswahl)
- Mátate, amor. Buenos Aires : Mardulce, 2012
  - Stirb doch, Liebling : Roman. Übersetzung Dagmar Ploetz. München : C.H.Beck, 2019
- La débil mental. Buenos Aires : Mardulce, 2014
- Precoz. Barcelona : Rata, 2015